# Pseudoryclus rufiventris
Pseudoryclus rufiventris är en tvåvingeart som först beskrevs av Roeder 1887.  Pseudoryclus rufiventris ingår i släktet Pseudoryclus och familjen rovflugor. Inga underarter finns listade i Catalogue of Life.